# Шейх-Хасан (Альборз)
Шейх-Хасан (перс. شیخ حسن‎) — село на севере Ирана, в остане Альборз. Входит в состав шахрестана Назарабад. Является частью дехестана (сельского округа) Неджмабад бахша Меркези.

## География
Село находится в юго-западной части Альборза, к югу от гор Эльбурс, на расстоянии приблизительно 30 километров к западу-северо-западу (WNW) от Кереджа, административного центра провинции. Абсолютная высота — 1276 метров над уровнем моря.

## Население
По данным переписи 2006 года население села составляло 873 человека (428 мужчин и 445 женщин). В Шейх-Хасане насчитывалось 220 домохозяйств. Уровень грамотности населения составлял 70,68 %. Уровень грамотности среди мужчин составлял 72,43 %, среди женщин — 68,99 %.